# Metal industrial
Metal industrial é um gênero musical que mistura a música industrial com diversos subgêneros do heavy metal, usando riffs de guitarra rítmicos e repetitivos, samplers, sintetizadores ou sequenciadores e vocais distorcidos. Das origens do metal industrial, podem-se citar as bandas Ministry, Godflesh, KMFDM, e Oomph!.

## História e características
Na Alemanha, onde foi criado quase simultaneamente pelo Godflesh, o metal industrial assumiu algumas características, como vocal gutural (ou melhor, semi-gutural), power chords dissonantes, uma afinação bem grave e microfonias; tudo isso marcado por uma bateria eletrônica programada.
Nos últimos anos a Alemanha têm oferecido seu próprio "take" do gênero, o Neue Deutsche Härte ("nova dureza alemã"). Lideradas anteriormente pelo KMFDM e atualmente pelo Rammstein, essas bandas são influenciadas pelo metal e pela música eletrônica alemã, tendo em seus shows em grande estilo do punk, usando os mais variados artifícios computadorizados.

### Ascensão comercial
O estilo teve sua primeira força comercial em 1992, quando o álbum Broken, do Nine Inch Nails e Psalm 69 do Ministry receberam disco de platina nos EUA, embora o álbum do Ministry tenha levado três anos para atingir esse marco. Ambos os grupos foram nominados como Best Metal Performance no Grammy Awards de 1992, com a vitória do Nine Inch Nails. Dois anos depois, Nine Inch Nails lança o álbum The Downward Spiral, lançado em 2º lugar na parada, e que recebeu quatro discos de platina.
Seguindo o sucesso do Nine Inch Nails, Marilyn Manson surgiu no cenário. Sua performance ao vivo e seu aspecto transgressivo é às vezes, mais comentado do que sua própria música.
O metal industrial alcançou seu ápice do sucesso comercial em meados da década de 90. Álbuns dos maiores artistas do metal industrial eram frequentemente lançados nos pontos mais altos da Billboard 200 como: Demanufacture do Fear Factory, Antichrist Superstar do Marilyn Manson e The Fragile do Nine Inch Nails. No entanto, um número muito maior de álbuns de metal industrial tiveram uma colocação boa na Billboard, como Short Bus do Filter, Sehnsucht do Rammstein, Candyass do Orgy e Wisconsin Death Trip do Static-X. Nesse tempo Trent Reznor, o artista mais conhecido desse movimento, foi escolhido pela revista Time como um dos norte-americanos mais influentes de 1997.
Há uma tendência recente de chamar o metal industrial de crossover, o que é uma corrupção de seu significado original: bandas dos anos 1980 que misturavam Hardcore com Thrash metal, a lá Dirty Rotten Imbeciles, S.O.D., Agnostic Front, Suicidal Tendencies, etc.